# Фантом (группа)
«Фантом» — украинская хеви-метал-группа, основанная в 2006 году в городе Днепродзержинск.

## История
Группа «Фантом» была основана в конце 2006 года в Днепродзержинске. Её основателями были Дмитрий Ковалев и Роман Щегиль.
Изначально группа играла панк-рок. Летом 2007 года в группу приходит вокалист Валерий Колесник и становится лидером группы. Стиль группы меняется на металл.
Вскоре гитаристом стал Олег Коцюба, заменив Дмитрия Ковалева. Через несколько дней он привел в группу своих друзей, с которыми ранее играл в других коллективах. Благодаря появлению Олега Коцюбы (гитара), Сергея Баюна (бас-гитара) и Максима Усенка (барабаны) звучание группы стало более характерным для металла.
С появлением этих музыкантов и окончательно собранным — утвержденным составом (который и начал заниматься гастролями), основанием группы решено считать 23 ноября 2007 года — день первой репетиции в новом, нацеленном на результат составе уже группы «Фантом».
В таком составе было сыграно несколько выступлений в рамках различных фестивалей в некоторых городах Украины. Спустя немного времени группу покидает Роман Щегиль. Но впереди были запланированные концерты, поэтому как сессионный гитарист в группу был приглашен Александр Пензин. С ним группа отыграла 2 больших концерта, после которых он стал постоянным, полноправным «фантомовцом».
Этим составом «Фантом» работал на протяжении двух лет. Записи, съемка клипа, многочисленные выступления в разных городах Украины — как в клубах так и на открытых площадках, на городских мероприятиях и байкерских фестивалях.
В марте 2008 года группа принимает участие в Альфа-Мото-Фесте в городе Херсон, где на следующий день дает сольный концерт в арт-клубе «Amigo». Спустя месяц группа принимает участие в Днепр байк фесте, в котором занимает первое место. Приз этого фестиваля — участие группы в ежегодном празднике «День Дніпра», который проводится на Контрактовой площади в Киеве и в котором принимают участие многие звезды украинской эстрады.
После этого группа начинает активно гастролировать по городам Украины, среди которых: рок-фестиваль Славянский рок, байк фестиваль «Free Play», День Днепра, кафе «Филин» в Киеве, Международный мото-рок-фестиваль «Гоблин Шоу» и «Осенний ROCK-N-ROLL — 4» в Одессе, Днепр байк фест, Альфа мото фест, клуб «Amigo» в Херсоне, концерт в клубе «Churchill» в Харькове, фестиваль «Рок проти СНІДу» в Беликах, мото-рок-фестиваль «Новоселица» в Новомосковске, байк-фест «Северные Земли-2009» в Глухове, концерты в «Рок-кафе», «Альт-кафе» в Днепропетровске, рок-фестиваль «ANTISHOCK», посвященный Дню города, фестиваль «Вольница» в родном Днепродзержинске и многие другие фестивали по стране.
Летом 2010 года из-за внутренних разногласий группа рассталась с басистом Сергеем Баюном. Его место занял Константин Гаврилов, но вскоре его заменил Даниил Дерец.
Три года назад музыкальный запас группы «Фантом» пополнился клипом на наиболее известную и любимую слушателями песню «Безумец», которая транслируется более чем на 10 радиостанциях Украины. Клип был снят в Днепродзержинске в бывшем байкер-баре «Колыба» и на плотине. В 2012 году 1-го сентября на одном из самых популярных лейблов СНГ Metalism Records «Фантом» выпустили первый официальный альбом, под философским названием «Час расплаты».
7-го сентября 2013 года группа «Фантом» презентовала новый сингл под названием «Водопад», на крупнейшем рок-портале СНГ Mastersland.com.
22 ноября 2013 года песня «The Madman» из сингла «Водопад» попала в ротацию украинского радио «ROKS».
20 марта 2015 года Даниил Дерец уходит из группы.
5 сентября 2015 Фантом представил нового бас-гитариста. Им стал Сергей Антипов.
В 2016 году группа готовит выход нового альбома на 2-х языках и сингл.

## Состав группы
Текущий состав:
- Валерий Колесник — вокал, тексты (с 2007)
- Александр Пензин — гитара (с 2008)
- Олег Коцюба — гитара (с 2007)
- Сергей Антипов — бас-гитара (с 2015)
- Максим Усёнок — ударные (с 2007)

Бывшие участники:
- Роман Щегиль — гитара (2006—2008)
- Дмитрий Ковалёв — гитара (2006—2008)
- Сергей Баюн — бас-гитара (2007—2010)
- Константин Гаврилов — бас-гитара (2010)
- Даниил Дерец — бас-гитара (2010—2015)

## Дискография

### Студийные альбомы
- 2008 — «Призрак веков» (демоальбом)
- 2012 — «Час расплаты»

### Синглы
- 2009 — «Безумец»
- 2013 — «Водопад»

### Видеоклипы
- 2009 — «Безумец»
- 2013 — «Тёмная ночь» Рок-музыканты Днепра (при участии Валерия Колесника)
- 2013 — «Орлеанская Ведьма» (Live_in_Dimitrov 2013)
- 2013 — «Падший Ангел» (Live_in_Dimitrov 2013)